# Даувес, Арнолд
Петрус Арнолдус Конрадус Даувес (нидерл. Petrus Arnoldus Conradus Douwes), известный как Арнолд Даувес (26 января 1906, Лааг-Кеппел — 7 февраля 1999, Утрехт) — деятель нидерландского Сопротивления во время Второй мировой войны, прославившийся спасением евреев. Праведник народов мира.
Сын пастора реформатской церкви, также Петруса Арнолдуса Конрадуса Даувеса (1871—1935); оба брата Даувеса также стали священниками. Был дважды исключён из школы, на протяжении десяти лет работал на разных работах (по некоторым сведениям, бродяжничал) в Канаде и США, затем вернулся в Нидерланды и незадолго до начала войны поселился в Боскопе, получив работу садовника в дендрологическом питомнике.
С началом войны начал участвовать в Сопротивлении, распространяя листовки и занимаясь диверсиями. В 1942 году, поскольку оккупационные власти напали на его след, перебрался в деревню Ньивланде, где примкнул к местной ячейке Сопротивления. В это же время начались активные депортации нидерландских евреев в концентрационный лагерь Вестерборк. Вместе с руководителем Сопротивления в Ньивланде Йоханнесом Постом и скрывшимся от депортации евреем Максом Леонсом Даувес наладил хорошо развитую систему спасения евреев с размещением их у жителей Ньивланде и окрестностей. По воспоминаниям самого Даувеса, главной сложностью в этой операции были сами спасаемые: приходилось убеждать их в том, что грозящая им опасность действительно велика, одновременно приуменьшая ожидающие их в подполье трудности. По подсчётам одного из соратников Даувеса, в общей сложности он спас около 500 евреев, в том числе около 100 детей. В декабре 1944 года Даувес был арестован, однако группа Сопротивления сумела организовать ему побег из тюрьмы.
По окончании войны Даувес женился на Йете Рейхенбергер, одной из спасённых им женщин. В 1947 году супруги Даувес перебрались в Южную Африку, где родились три их дочери. С 1956 года семья жила в Израиле, где в 1965 году Даувес был удостоен звания Праведника народов мира. Согласно категорическому требованию Даувеса, это звание было вслед за этим присвоено всей деревне Ньивланде. В 1966 г. он развёлся с женой и вернулся в Нидерланды.
В 1943—1944 гг. Даувес вёл шифрованный дневник, пряча его в стеклянных банках, зарытых в саду, — в общей сложности 35 небольших блокнотов. В 2018 г. этот дневник был опубликован (нидерл. Het geheime dagboek van Arnold Douwes, Jodenredder), в 2019 г. вышел его английский перевод (англ. The Secret Diary of Arnold Douwes: Rescue in the Occupied Netherlands).